# Homalia elongata
Homalia elongata là một loài rêu trong họ Neckeraceae. Loài này được Welw. & Duby mô tả khoa học đầu tiên năm 1872.